# 프라아테스 3세

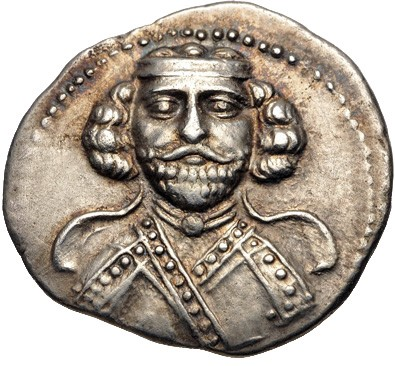

프라아테스 3세(? ~ 기원전 57년)는 파르티아의 왕으로 그의 아버지를 계승하고 파르티아 제국을 기원전 70년에서 57년까지 다스렸다.
그는 그의 주화 때문에 신이라 불렸는데, 주화는 금가루로 광을 내어서 항해자들에게 이상적이었는데, 다른 나라에서 온 사람들이 그 가치를 실제보다 높게 고려하였기 때문이다. 많은 주화가 신 프라아테스와 관련되는데 그 신은 메니아 안이나 근처의 지역 신이었다.
기원전 70년 프라아테스 3세가 왕좌에 올랐을 때, 로마 장군 루쿨루스는 아르메니아의 왕 티그라네스 대왕을 공격하려고 준비하고 있었는데, 그는 동아시의 최강자였고 메소포타미아와 여러 제후국을 파르티아로부터 빼앗았다.
자연스럽게 프라아테스는 로마에 대항하는 폰토스의 미트라다테스 6세와 티그라네스를 돕는 것을 사절하였다. 반면 그는 그의 양자인 더 젊은 티그라네스를 지원하였는데 그때 그는 그의 아버지에 대해 반대하였고 폼페이우스와 연맹하여 기원전 65년 아르메니아로 공격해 들어왔다.
그러나 절망적인 폼페이우스는 곧 건방진 군단을 짓밟고 티그라네스 대제에게 감사하며 그의 아들을 체포하고 로마를 위하여 고르디에네와 오스로에네 왕국을 점령하였다. 그리고 왕중왕이라는 별칭을 거절하였는데 그것을 프라아테스가 다시 파르티아 왕에 채용하였다.
기원전 57년경 프라아테스는 그의 두 아들 오로데스 2세와 미트리다테스 3세에게 살해되었다.
| 전임 사나트루케스 | 제14대 파르티아 왕 기원전 70년 - 기원전 57년 | 후임 미트리다테스 3세 |